# Laurence Matalon
Pour les articles homonymes, voir Matalon.
Laurence Matalon est une parolière française née en 1938.

## Biographie
Laurence Matalon écrit de nombreux textes à succès pour plusieurs artistes populaires tout au long des années 1970 et 1980[réf. souhaitée], souvent sur des musiques du compositeur Jean Musy. La parolière signe d'ailleurs parfois ses textes sous le nom de Laurence Matalon-Musy ou encore plus simplement Laurence Musy, ou encore parfois sous le nom de Renée Benveniste.
En France, elle travaille dès le début des années 1970 pour la jeune chanteuse Marie et lui écrit Il faut toujours croire à la chance (1971), Je suis seule (1972) et surtout Il ne faut jamais sourire d’un enfant (1971), chanson avec laquelle Marie participe au Festival de la chanson de Spa et reçoit le Grand Prix d'interprétation. Plus tard, elle lui écrit encore Vivre et Et toutes ces choses en 1976.
Elle écrit aussi plusieurs chansons pour Eva, cette artiste berlinoise qui choisit de chanter principalement en français. Pour elle, Laurence Matalon écrit notamment Où s’en vont mourir les rêves, Comme un oiseau, Les rives de l'Hudson et Berlin, Amsterdam ou ailleurs (1970), Il fait bon vivre, La nuit profonde et Un bateau au loin (1971), Oui, nous referons un monde et Ce premier matin d’hiver (1972) et Le cœur battant (1973), sur des musiques d’Eva elle-même. À la même époque, elle signe deux titres pour Pierre Roselli : Rien ne sera plus comme avant et Je ne crois que ce que je vois, un titre pour Régis Renaud : Je ne savais pas, puis plusieurs chansons pour l’interprète Peter Lelasseux, dont La route est longue, Grand-Père Jérémie et Une terre sans tabou.
La parolière poursuit sa carrière avec l’interprète Jacques Delépine pour qui elle signe L'anniversaire en 1970, puis Le temps des célibataires et Du soleil un an plus tard. Elle écrit aussi pour Dalida Soleil d'un nouveau monde en 1973, pour Noëlle Cordier Qu’est-ce que ça peut faire ? qu’elle chante en duo avec Daniel Beretta en 1976, pour Jacques Blanchard Dormir auprès de toi en 1975 (dont elle compose elle-même la musique) et pour Marie Laforêt Lettre à un mari en 1972. Elle collabore aussi très souvent avec la chanteuse Nicole Croisille, lui signant plusieurs succès. On retient notamment L'été (1974), J’ai besoin de toi, j’ai besoin de lui (1977) et Une histoire de tous les jours (1982).
À la fin des années 1970, elle travaille aussi avec des artistes du Québec. Elle écrit principalement pour la chanteuse Nicole Martin et sur des musiques de Jean Musy, elle signe pour l'interprète québécoise plusieurs chansons de ses albums Je lui dirai (1977) et Ne t'en va pas (1978), dont J’ai peur, Cet enfant de toi, Blessée, Ça fait partie des choses, De l’autre côté du mur et le grand succès Vivre libre. Elle écrit aussi pour Fabienne Thibeault la chanson C'est dans le cœur en 1981, toujours sur une composition de Jean Musy.
Dans les années 1980, Laurence Matalon écrit pour plusieurs interprètes, dont Axel Busanel (Un jour comme aujourd'hui et Chanson sans message en 1980, Un cirque à la Fellini et Si les Anglais chantaient en français en 1981), Philippe Revel (La fille du métro Bastille, 1982), Denise Lengrand (Le vieux couple, 1981), Mireille Mathieu (Ma vie m’appartient, 1982), Mort Shuman (Belle, tu es belle, 1982), Paul Slade (Sans toi, 1985), Georges Chelon (Moi ou bien mon père, 1987) et Linda de Suza (Qu’est-ce que tu sais faire ?, 1988). On retient aussi, en 1980, les nombreux titres qu'elle laisse à Colette Renard, dont Quinze ans de plus que lui, Remake, Il y a des jours comme ça et Les lignes de ma vie.
Laurence Matalon participe aussi à l'écriture des chansons du film La Palombière du cinéaste Jean-Pierre Denis, sorti en 1983 (chansons Vagabonda et Ragazza della serra interprétées par Eva Nora), encore une fois auprès du compositeur Jean Musy. Ce dernier a lui-même lancé un album en 1974 avec des textes de Laurence Matalon (album Le mal d'aimer). Enfin, elle écrit la chanson Y’a plus d’amour pour la télésérie Disparitions en 1984, titre interprété par Joël Prévost.